# Heuschrecke (Selbstfahrlafette)
Die Heuschrecke IV b bzw. die 10,5-cm-le.F.H. 18/6 auf Geschützwagen III/IV war eine Artillerie-Selbstfahrlafette mit drehbarem, oben offenem Geschützturm, die im Zweiten Weltkrieg für die deutsche Wehrmacht entwickelt wurde.

## Entwicklung
Im Jahr 1943 wurde, nachdem ca. ein Jahr in die Projekte „Heuschrecke 10“ und „Grille 10“ investiert worden war, in einem Treffen zwischen Wa Prüf 4, einer Fachabteilung des Heereswaffenamtes, und der Firma Krupp am 28. Mai entschieden, ein Versuchsfahrzeug Heuschrecke IVb zu entwickeln. Basieren sollte das Fahrzeug auf der „Heuschrecke 10“ und der „le.F.H. 18 des Geschützwagen IVb“. In den Gesprächsnotizen wurde vermerkt, dass ein Hummel-Fahrgestell, ein Maybach-HL-120-Motor und die möglichst unveränderte Waffe der 10,5-cm-le.F.H. 18/1 (Sf.) auf Gw. IVb verwendet werden sollten. Das geplante Fahrzeug sollte die „Wespe“ (10,5-cm-le.F.H. 18/2 (Sfl) auf Gw. II) nach dem für 1943 geplanten Produktionsende ersetzen. Aus dem Projekt „Heuschrecke 10“ stammten die Anforderungen, dass die Selbstfahrlafette auch mit einer großen Rohrerhöhung zu Rundumfeuer in der Lage sein sollte und das vollständige Geschütz ablastbar sein sollte.
Während Krupp im Juni bemüht war, einen neuen Turm zu fertigen, der allerspätestens im Oktober 1943 fertig sein sollte, arbeiteten die Rheinmetall Gruson-Werke am Versuchsfahrzeug Heuschrecke IVb.
Der ursprüngliche Turmentwurf stammte aus dem Projekt „Heuschrecke 10“ und wurde mit dem Geschütz vom „Geschützwagen IVb“ zu einem neuen Turm. Die neue Heuschrecke auf Hummel-Fahrgestell profitierte von der anlaufenden Serienfertigung der „Hummel“. Der Aufbau (Oberwanne) auf dem Geschützwagen III/IV wurde aus dem Entwurf der „Heuschrecke 10“ weiterentwickelt. Durch den neuen Verschluss des Geschützes, der von der Sturmhaubitze 43 stammte, und erhebliche Modifizierungen zur Vereinfachung des Höhen- und Seitenrichtwerks entstand die le.F.H. 18/6 (Sf.).

## Beschreibung
Das Fahrzeug hatte eine Länge von 6,55 m, eine Breite von 2,95 m und eine Höhe von 2,33 m. Weiterhin hatte die Selbstfahrlafette eine Motorleistung von 300 PS bei einem Gewicht von 17,3 t und einer Besatzungsstärke von fünf Personen. Die Höchstgeschwindigkeit betrug 40 km/h.
Die Besonderheit der Heuschrecke war, dass der komplette Turm mit Hilfe eines am Fahrzeug angebauten Laufkrans nach hinten abgelastet werden konnte. Der Turm konnte dann z. B. mit dem zugehörigen Absetzrahmen auf ein Betonfundament gesetzt werden; nach dem Anbau von zwei Rädern war es aber auch möglich, ihn hinter dem Fahrzeug herzuschleppen.

## Erprobung und Verbleib

### Vorgeschichte
Im Zuge der Entwicklung von Selbstfahrlafetten für die Panzerartillerie entstand schon 1940 ein erster Prototyp, die Panzerselbstfahrlafette IVb. Es wurden dann letztlich acht Fahrzeuge gebaut und im Jahr 1942 an der Ostfront zur Erprobung eingesetzt. Da 1942 der nahezu unveränderte Einbau der 10,5-cm-le.F.H. 18 im modifizierten Fahrgestell des Panzerkampfwagen II realisiert wurde (Sd.Kfz. 124), wurde das Projekt Heuschrecke zunächst nicht weiterverfolgt. Erst 1943 wurde es wieder aufgegriffen, siehe oben.

### Prototyp Heuschrecke IVb
Die Krupp-Entwicklung der Heuschrecke IVb führte letztlich nicht zu einem Fahrzeug, welches in den Fronteinsatz gelangte. Der Entwurf jedoch war für die amerikanischen Streitkräfte überaus interessant und wurde nach der Erbeutung in Deutschland in die Vereinigten Staaten überführt. Dort war das Fahrzeug über viele Jahrzehnte auf dem großen Gelände des Aberdeen Proving Ground zu sehen, wo es zunehmend vor sich hin rostete. Aus dieser Zeit stammen die Farbfotographien mit einem hellgrauen Anstrich, der offensichtlich auf einen rotbraunen Rostschutzanstrich aufgetragen war.
Inzwischen wurde es für die Ausstellung in Fort Sill neu lackiert und eine verbesserte Unterbringung des einmaligen Exponats sichergestellt.

## Literatur

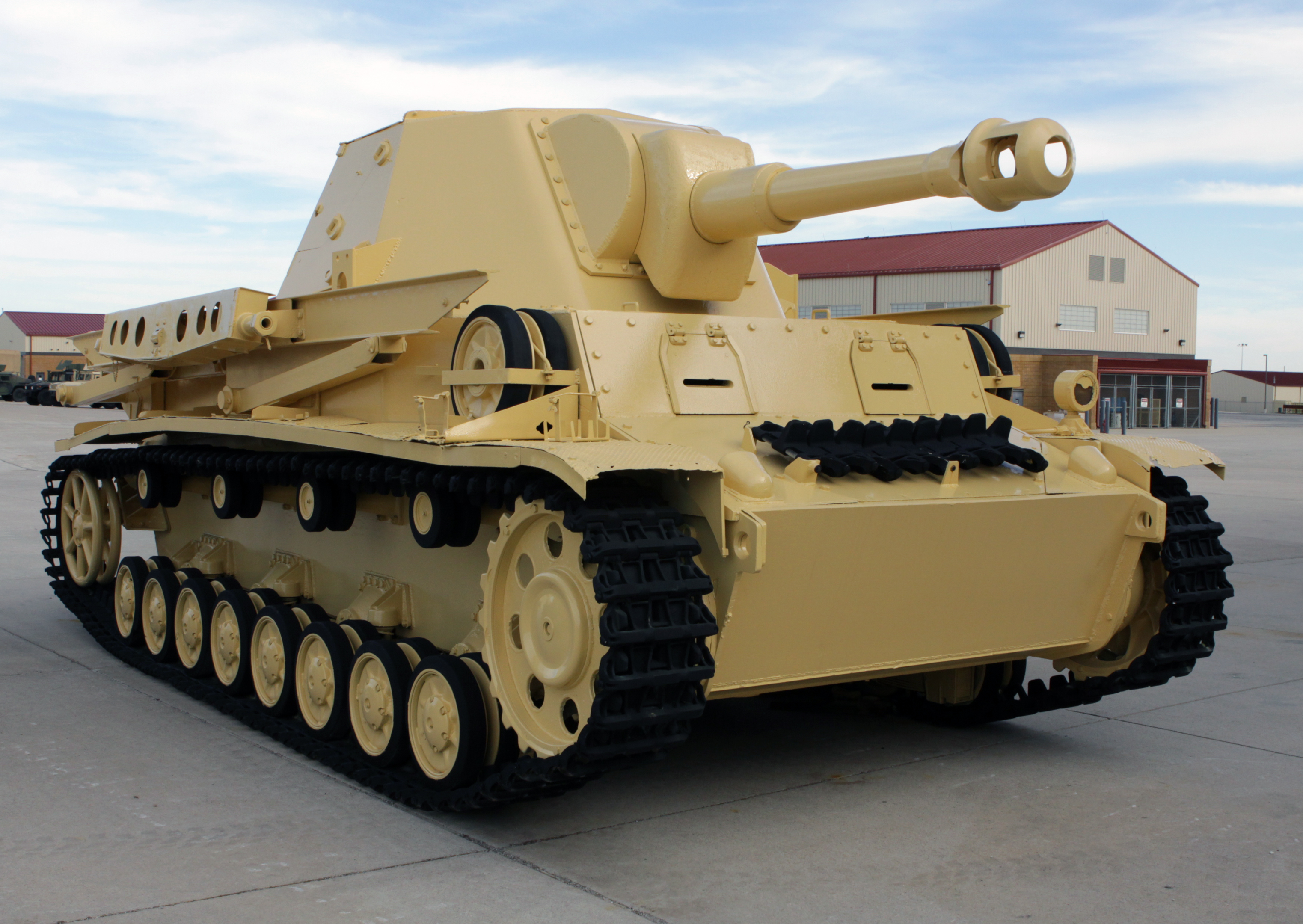
Restauriertes Geschütz in Fort Sill, Oklahoma